# صندوق التراث العالمي
صندوق التراث العالمي هو منظمة غير ربحية دوليًا. تأسست في كاليفورنيا عام 2002، وتتمثل مهمتها في «الحفاظ على مواقع التراث العالمي».
حتى الآن، أبرمت شراكة مع أكثر من 100 مؤسسة عامة وخاصة في 28 موقعًا في 19 دولة، واستثمرت أكثر من 30 مليون دولار وتأمين 25 مليون دولار في التمويل المشترك لتنفيذ الحفاظ على التراث والتنمية الاجتماعية والاقتصادية.

## مشاريع صندوق التراث العالمي
يتم اختيار المشاريع من قبل المجلس الاستشاري الأعلى لصندوق التراث العالمي. ينص صندوق التراث العالمي على أن الاختيار يعتمد على عدد من العوامل، بما في ذلك الأهمية الثقافية للموقع، وحاجة البلد أو المنطقة المعنية، والإمكانات العالية للحفظ المستدام من خلال مشاركة المجتمع.

### المشاريع
صندوق التراث العالمي لديه مشاريع حالية أو سابقة في المواقع التالية:
- حصن عامر*، الهند
- أمتودي، المغرب
- أيوس فاسيليوس، اليونان
- بانتيي شمار، كمبوديا
- جاتال هويوك ، تركيا
- تشافين دي هوانتار* ، بيرو
- سيوداد بيرديدا، كولومبيا
- شحات*، ليبيا
- ضياء، رومانيا
- قرية دالي دونغ، قويتشو، الصين
- معبد فوجوانج *، الصين
- غوبكلي تبه*، تركيا
- هامبي*، الهند
- إيزبورسك، روسيا
- قارس ، تركيا
- ليجيانغ *، الصين
- مايجيشان، الصين
- ميرادور، غواتيمالا
- ابني*، فيتنام
- باتان دوربار*، نيبال
- بينغياو *، الصين
- ساغالاسوس، تركيا
- معبد فات فو*، لاوس

(* يشير إلى أحد مواقع التراث العالمي لليونسكو)

## صندوق التراث العالمي في المملكة المتحدة
تم تسجيل صندوق التراث العالمي كمؤسسة خيرية في إنجلترا وويلز في عام 2006، مما وسع شبكة الصندوق من الأعضاء والموظفين والخبراء التقنيين في جميع أنحاء المملكة المتحدة وأوروبا.
المبادرات الأخيرة

### شبكة التراث العالمي
في عام 2010، أطلق صندوق التراث العالمي شبكة التراث العالمي (GHN)، وهو نظام للإنذار المبكر ومراقبة التهديدات يستخدم تكنولوجيا التصوير عبر الأقمار الصناعية والتقارير الأرضية لتمكين الخبراء الدوليين وقادة الحفظ المحليين من تحديد التهديدات الوشيكة وحلها بشكل واضح داخل الجوهر القانوني والمحمي مناطق كل موقع.

### إنقاذ تراثنا المتلاشي
في أكتوبر 2010، أصدر صندوق التراث العالمي تقريرًا بعنوان إنقاذ تراثنا المتلاشي: حماية مواقع التراث الثقافي المهددة بالانقراض في العالم النامي. وضع التقرير قائمة بـ500 موقع أثري وتراث رئيسي في البلدان النامية، وتقييم خسائرها وتدميرها الحالي والحفاظ عليها وتطويرها. حددت ما يقرب من 200 من هذه المواقع على أنها "معرضة للخطر" أو "تحت التهديد" ، و 12 موقع "على وشك" خسارة وتدمير لا يمكن إصلاحهما. وذكر التقرير أن هناك خمسة تهديدات متسارعة من صنع الإنسان تواجه مواقع التراث العالمي في البلدان النامية وهي: ضغوط التنمية، والسياحة غير المستدامة، والإدارة غير الكافية، والنهب، والحرب والصراع.

## شركاء
عمل صندوق التراث العالمي مع أكثر من مائة شريك في جميع أنحاء العالم، بما في ذلك مجالس المجتمع المحلي والمنظمات غير الحكومية وشركات القطاع الخاص والهيئات الحكومية المحلية والوطنية. يشمل شركاء صندوق التراث العالمي فنون وثقافة جوجل وأمريكان إكسبريس